# Red Revelations
| Recensione | Giudizio |
| ---------- | -------- |
| AllMusic   | 9/10     |

Red Revelations è il terzo album in studio del cantautore statunitense Jace Everett, pubblicato il 1º giugno 2010 dall'etichetta Humphead.
Tra le tracce è presente anche come bonus track finale la sigla della serie televisiva della HBO True Blood, Bad Things, che è diventata la canzone più conosciuta di Everett.
Il genere dell'album è prevalentemente country e ha avuto diverse recensioni positive da parte della critica, ad esempio la rivista All Music ha assegnato al disco il punteggio di 9/10.

## Tracce

### Edizione standard
1. Possession (Written-By – Prophet*, Everett*) 3:34
2. Burn For You (Written-By – Everett*, Delray*) 2:37
3. More To Life (C'mon, C'mon) (Written-By – Prophet*, Everett*) 4:15
4. The Good Life (Written-By – Cohen*, Everett*) 3:31
5. Damned If I Do (Written-By – Everett*, Delray*) 5:44
6. One Of Them (Written-By – Prophet*, Everett*, Deprato*) 3:47
7. Permanent Thing (Written-By – Prophet*, Everett*, Deprato*) 3:44
8. Little Black Dress (Written-By – Cohen*, Everett*, Delray*) 4:28
9. Lean Into The Wind (Written-By – Cohen*, Everett*, Delray*) 3:46
10. What It Is? (Written-By – Everett*, King*) 3:40
11. Slip Away (Written-By – Cohen*, Everett*, Delray*) 4:57
12. Bad Things (Theme From "True Blood") (Written-By – Everett*) 2:43